# Э̆
Э̆, э̆는 키릴 문자의 하나이다. 툰드라 네네츠어에서 사용되며, 여기서는 슈와 [ə]를 나타낼 수 있다. 